# 民衆連合党
民衆連合党（みんしゅうれんごうとう、韓国語: 민중연합당）は、かつて存在した韓国の政党。

## 歴史
2016年2月13日、ソウルにて、土さじ党代表で前梨花総学生会会長の孫率、労働改悪阻止非正規職撤廃労働者党（非正規職撤廃党）代表で、前民主労総事務局長の姜承哲、農民党代表で前全農議長の李光石によって民衆政治連合の名称で結党準備委員会が結成された。民衆政治連合は、「ヘル朝鮮を覆す99%の希望」を掲げ、3党が代表する労働者、農民、青年を主軸にするとした。また、第20代総選挙において朴槿恵政権の審判と政権交代を目指すとし、進歩勢力の団結も訴えた。
2016年2月27日に正式な結党大会を開き、党名を民衆連合党とした。また、当日開催された大韓民国民衆総決起集会のデモに、党として参加した。
結党後初の総選挙である第20代総選挙では地域区で56の候補者を擁立したが全員落選、比例区でも0.61%（得票数145,624票）に留まり議席を獲得することができなかった。
2017年10月15日、新民衆政党と合同し民衆党を結成、民衆連合党は消滅した。

## 内部政党
民衆連合党を結党する際、前身政党は解散はせずに民衆連合党の内部政党となる形で残ったので、党の内部に党があるという組織形態を取っている。これは、ギリシャの急進左派連合の構造を模したとも言われる。
存在していた内部政党は以下の通り。
- 土さじ党
- 労働改悪阻止非正規職撤廃労働者党
- 農民党
- ママ党